# João José de Andrade Pinto
João José de Andrade Pinto (Rio de Janeiro, 21 de junho de 1823 — Rio de Janeiro, 22 de setembro de 1898) foi um político brasileiro.
Bacharel em direito pela Faculdade de Direito de São Paulo, em 1846.
Foi nomeado 3º vice-presidente da Província de Santa Catarina por carta imperial de 20 de dezembro de 1856, presidindo a província interinamente de 17 a 26 de abril de 1861.
Nomeado pelo marechal Deodoro da Fonseca, ministro do Supremo Tribunal Federal, durante o Governo Provisório.